# آيت بوزيان سهب عشار (آيت لحسن أو يخلف)
آيت بوزيان سهب عشار هو دُوَّار يقع بجماعة آيت سبع لجروف، إقليم صفرو، جهة فاس مكناس في المملكة المغربية. ينتمي الدوّار لمشيخة آيت لحسن أو يخلف التي تضم 4 دواوير. يقدر عدد سكانه بـ 952 نسمة حسب الإحصاء الرسمي للسكان والسكنى لسنة 2004.

## وصلات خارجية
- البوابة الوطنية للجماعات الترابية
- المندوبية السامية للتخطيط